# Helldorado
Helldorado é o oitavo álbum de estúdio da banda estadunidense de heavy metal W.A.S.P., lançado em 18 de maio de 1999.

## Faixas
- Todas as canções escrita por Blackie Lawless.

1. "Drive By" - 0:55
2. "Helldorado" - 5:05
3. "Don't Cry (Just Suck)" - 4:16
4. "Damnation Angels" - 6:27
5. "Dirty Balls" - 5:19
6. "High on the Flames" - 4:11
7. "Cocaine Cowboys" - 3:57
8. "Can't Die Tonight" - 4:04
9. "Saturday Night Cockfight" - 3:20
10. "Hot Rods to Hell (Helldorado Reprise)" - 4:15